# Bossen van het zuidoosten van de Zandleemstreek
De Bossen van het Zuidoosten van de Zandleemstreek is een Natura 2000-gebied (BE2300044) in Vlaanderen. Dit gebied is gelegen ten zuiden van de Zeeschelde en strekt zich uit van Merelbeke in Oost-Vlaanderen, over Mechelen in de provincie Antwerpen tot in Bonheiden en Boortmeerbeek in Vlaams-Brabant. Het Natura 2000-gebied beslaat 1800 hectare verspreid over negentien verschillende natuurgebieden. 
In het gebied komen dertien Europees beschermde habitattypes voor: blauwgraslanden, droge heide, eiken-beukenbossen met wilde hyacint en parelgras-beukenbossen, eiken-beukenbossen op zure bodems, essen-eikenbossen zonder wilde hyacint, glanshaver- en grote vossenstaartgraslanden, heischrale graslanden en soortenrijke graslanden van zure bodems, open graslanden op landduinen, oude eiken-berkenbossen op zeer voedselarm zand, valleibossen, elzenbroekbossen en zachthoutooibossen, vochtige tot natte heide, voedselrijke, gebufferde wateren met rijke waterplantvegetatie, voedselrijke, soortenrijke ruigtes langs waterlopen en boszomen.
Het landschap bestaat uit bossen en valleicomplexen op zandleemgrond. 
Er komen negen Europees beschermde soorten voor in het gebied: bittervoorn, Brandts vleermuis, franjestaart, gewone grootoorvleermuis, grijze grootoorvleermuis, kamsalamander, kruipend moerasscherm, laatvlieger, meervleermuis, rosse vleermuis.
Gebieden die deel uitmaken van het Natura 2000-gebied zijn: Makegemse bossen (Heilig Geestgoed, Makegembos, Bruinbos, Harentbeekbos, Nerenbos), Gentbos, Aelmoeseneiebos, Drooghout met Kerkesbeek-Molenbeekvallei, Gootbos, Hoekske Ter Hulst, Betsbergbos, Serskampse bossen (Vallei van de Serskampse beek, Oud-Smetleedse bossen, Koningsbos, Hospiesbos, Paelepelbos, d'Heide), Molenbeek-Dorenbeekvallei bij Honegem, Solegem, Sint-Appolonia, Buggenhoutbos, Bos van Aa, Kollinten, Driesbos, 's Gravenbos, Kesterbeek, Lareveld, Dorent-Nelebroek, Vrijbroek, Pikhakendonk, Hollaken. 

## Afbeeldingen

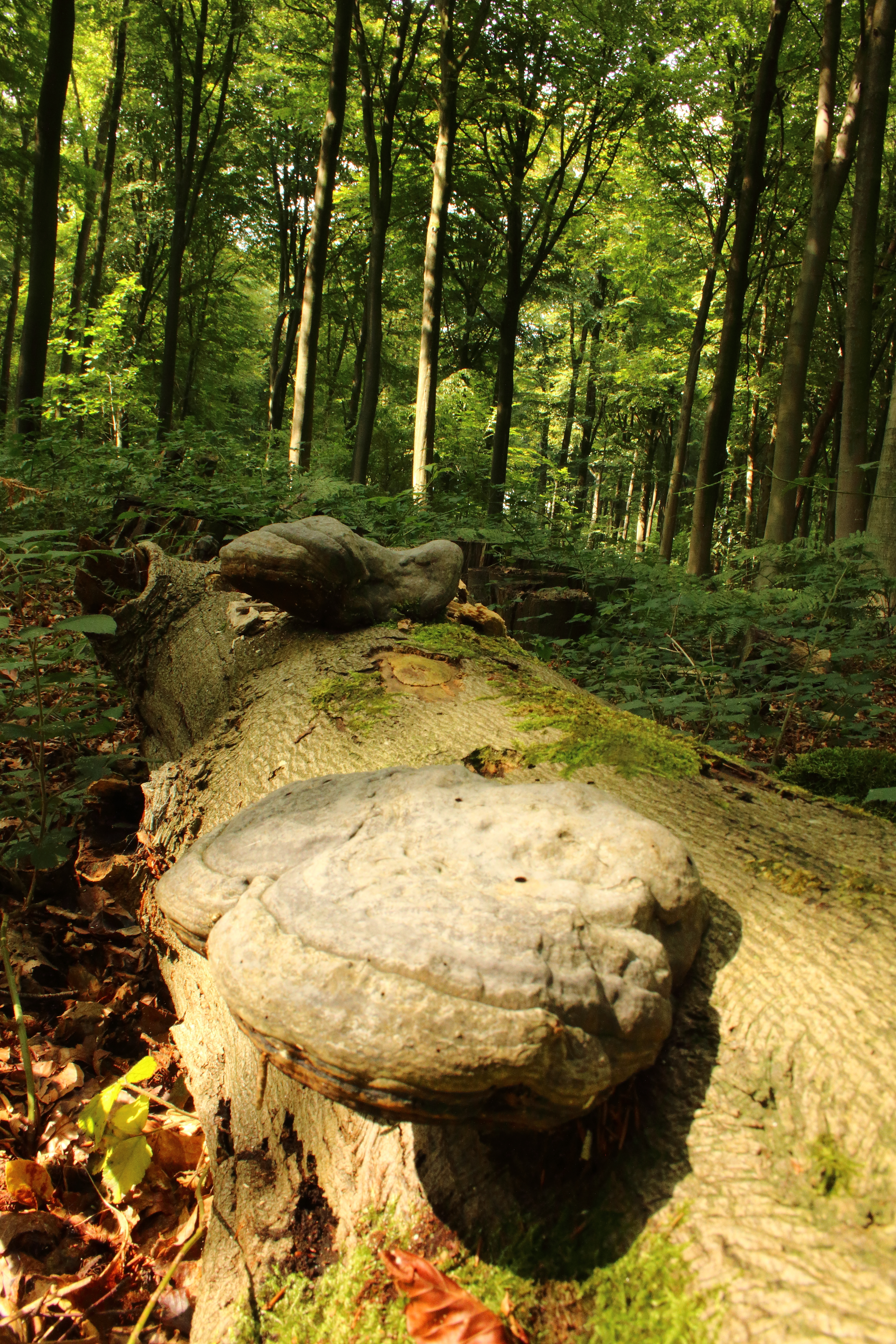
Makegemse bossen
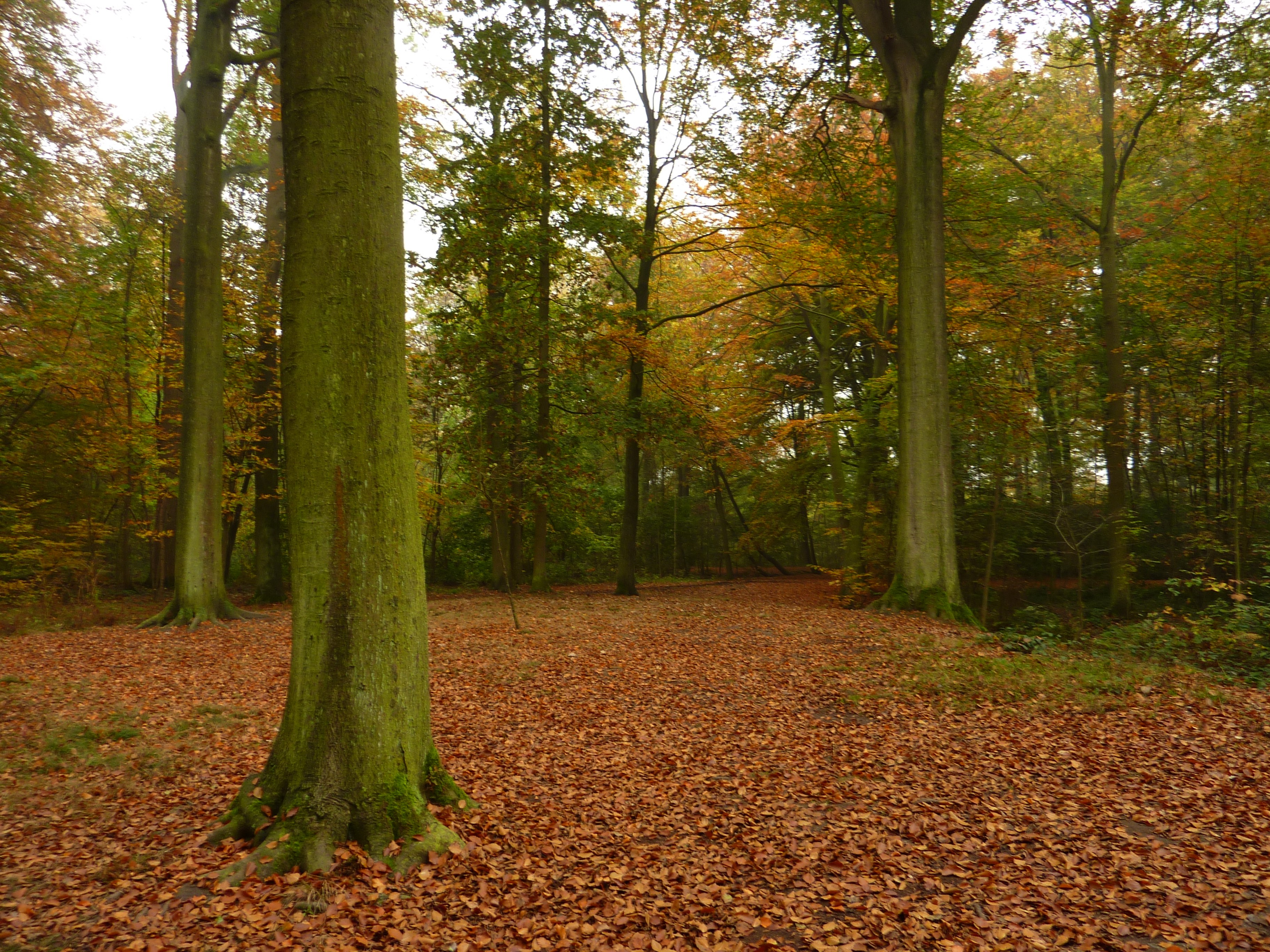
Gentbos
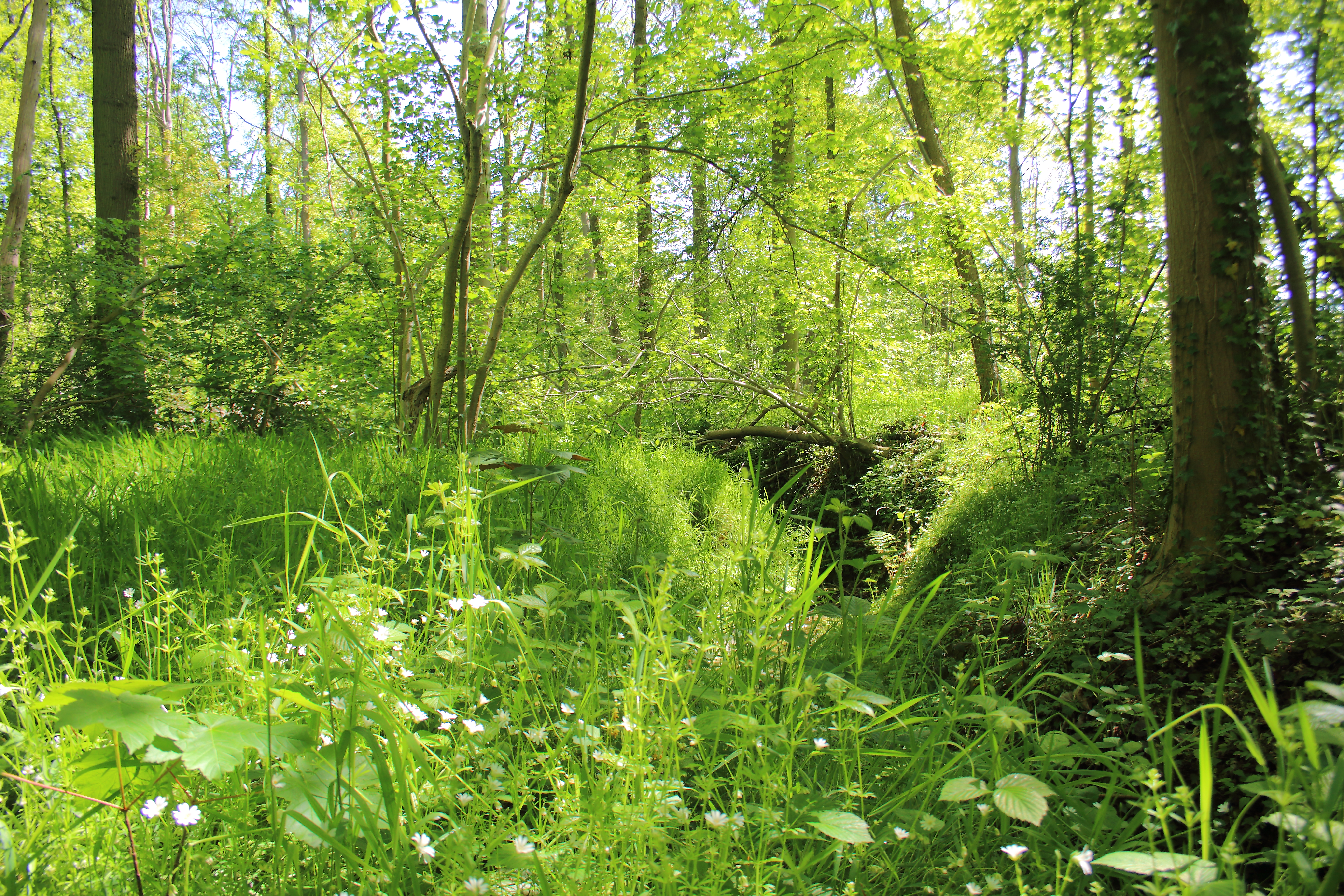
Aalmoezenijebos
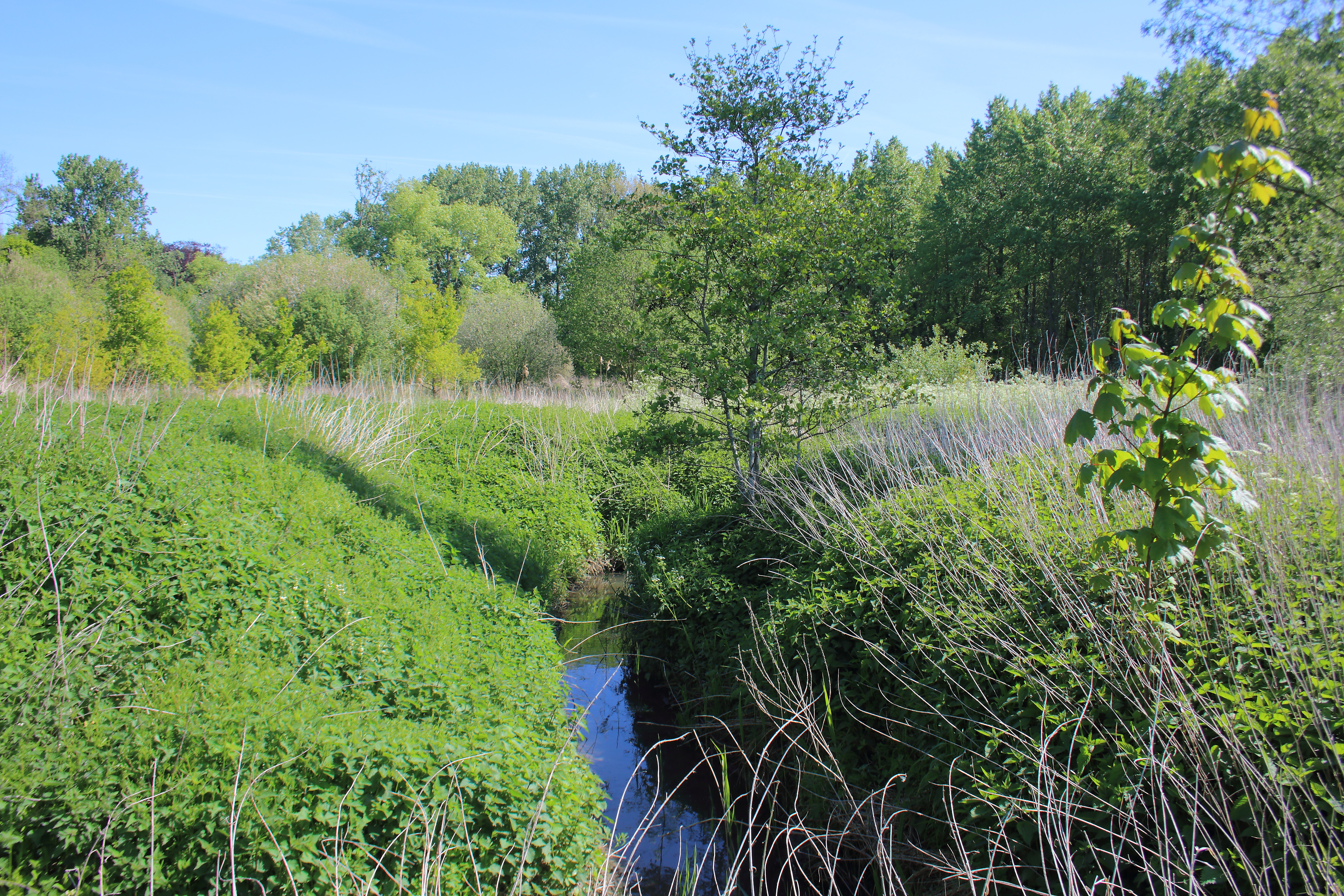
Drooghout met Kerkesbeek-Molenbeekvallei
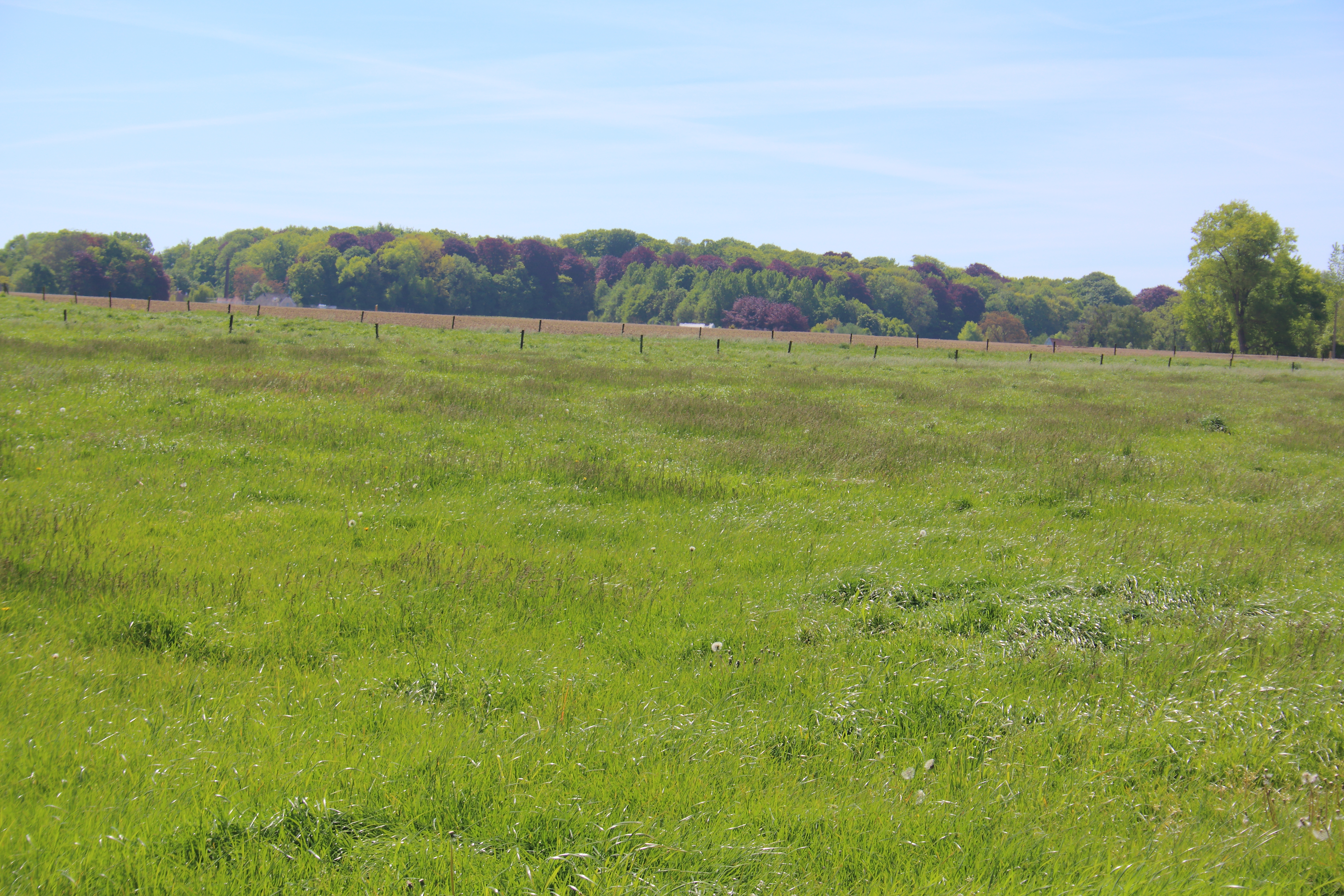
Betsbergebos
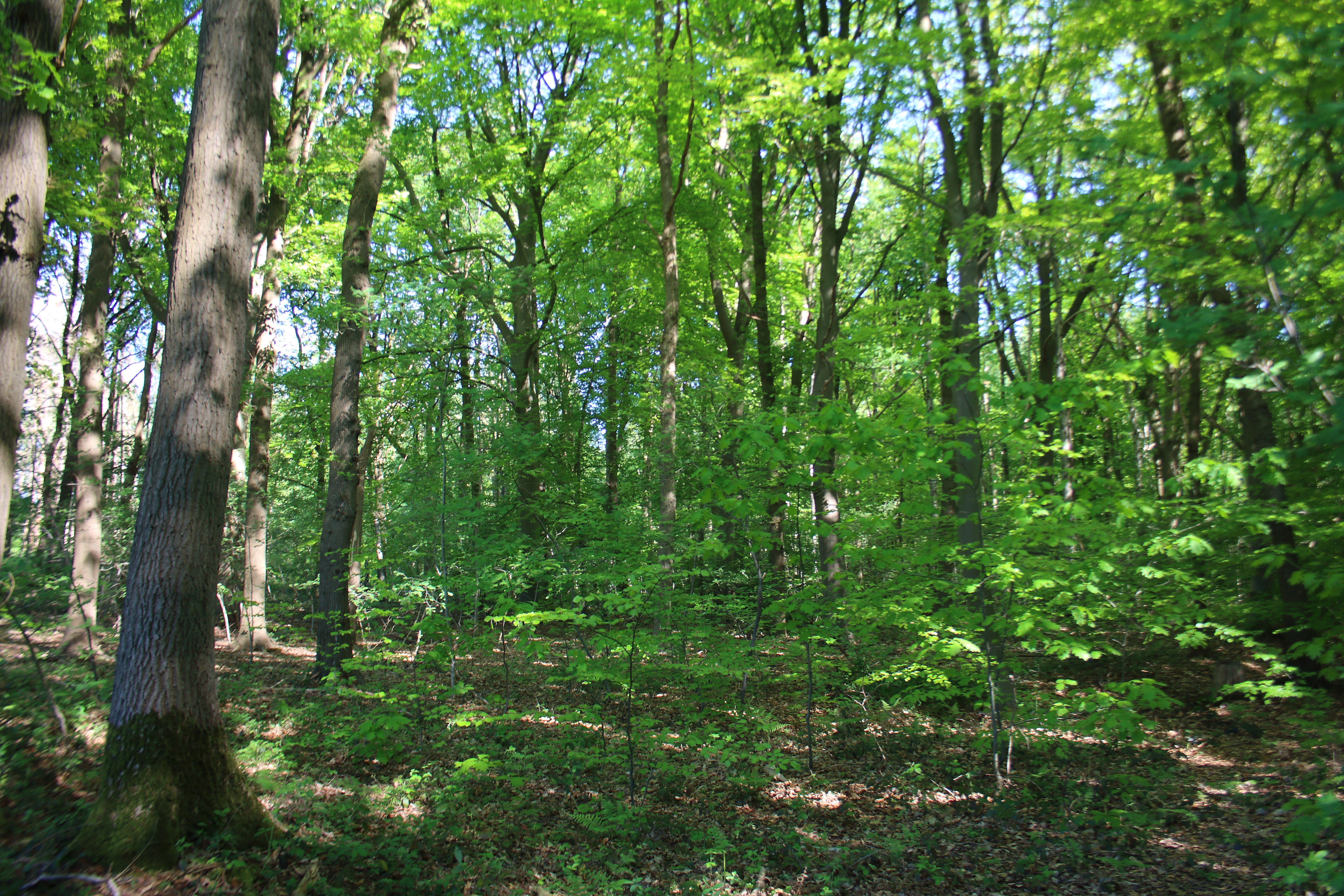
Serskampse bossen
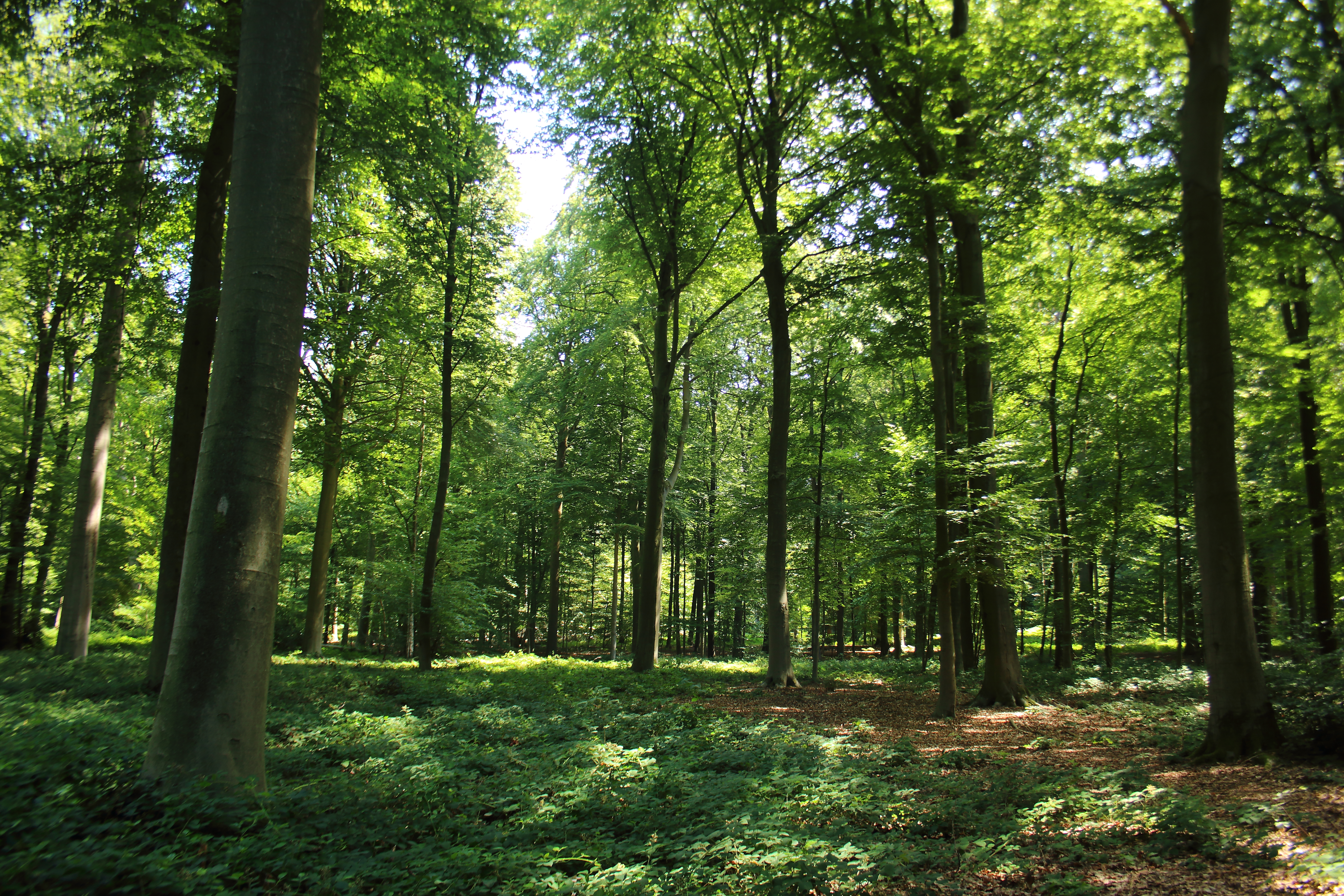
Buggenhoutbos
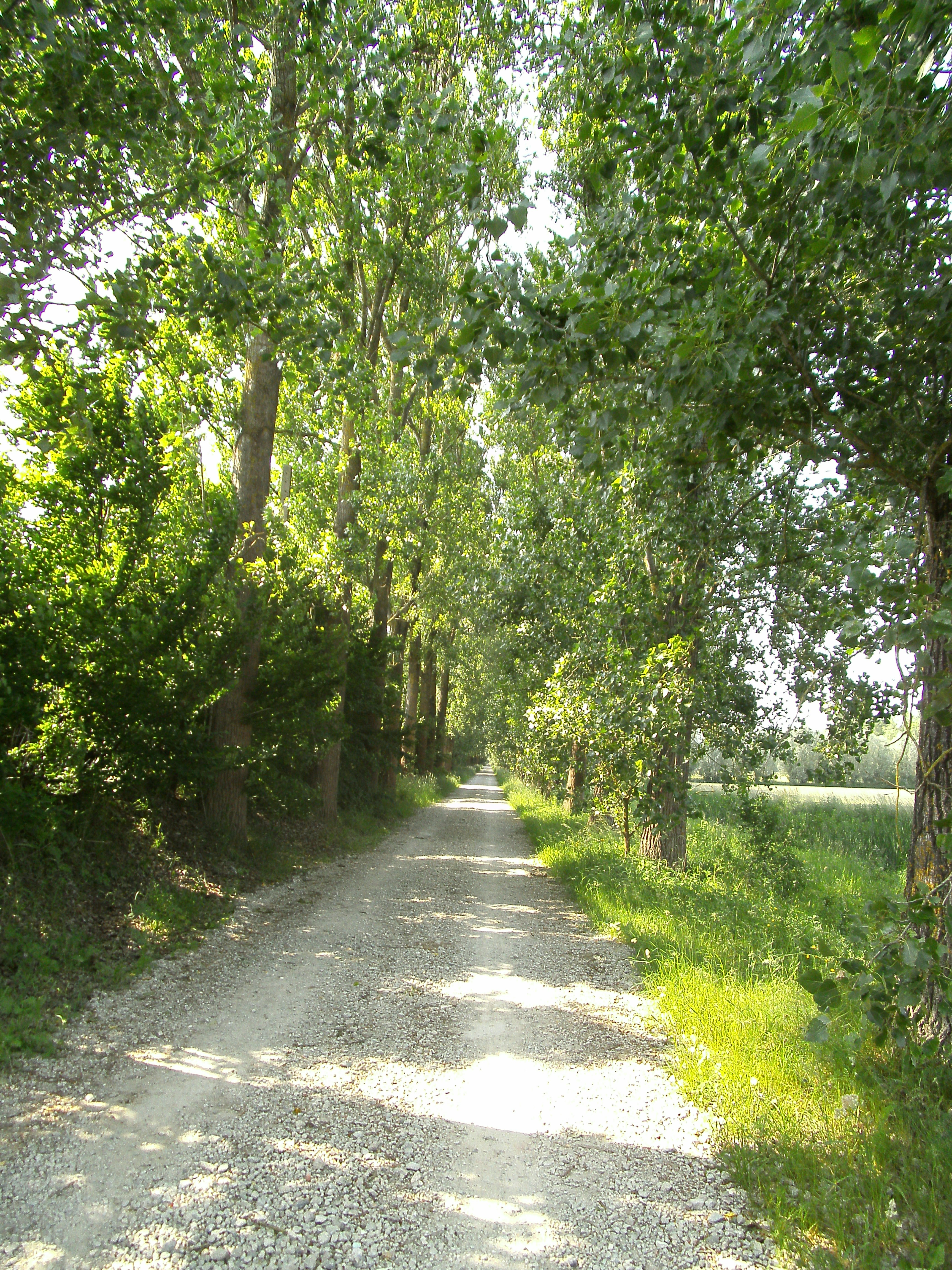
Bos van Aa
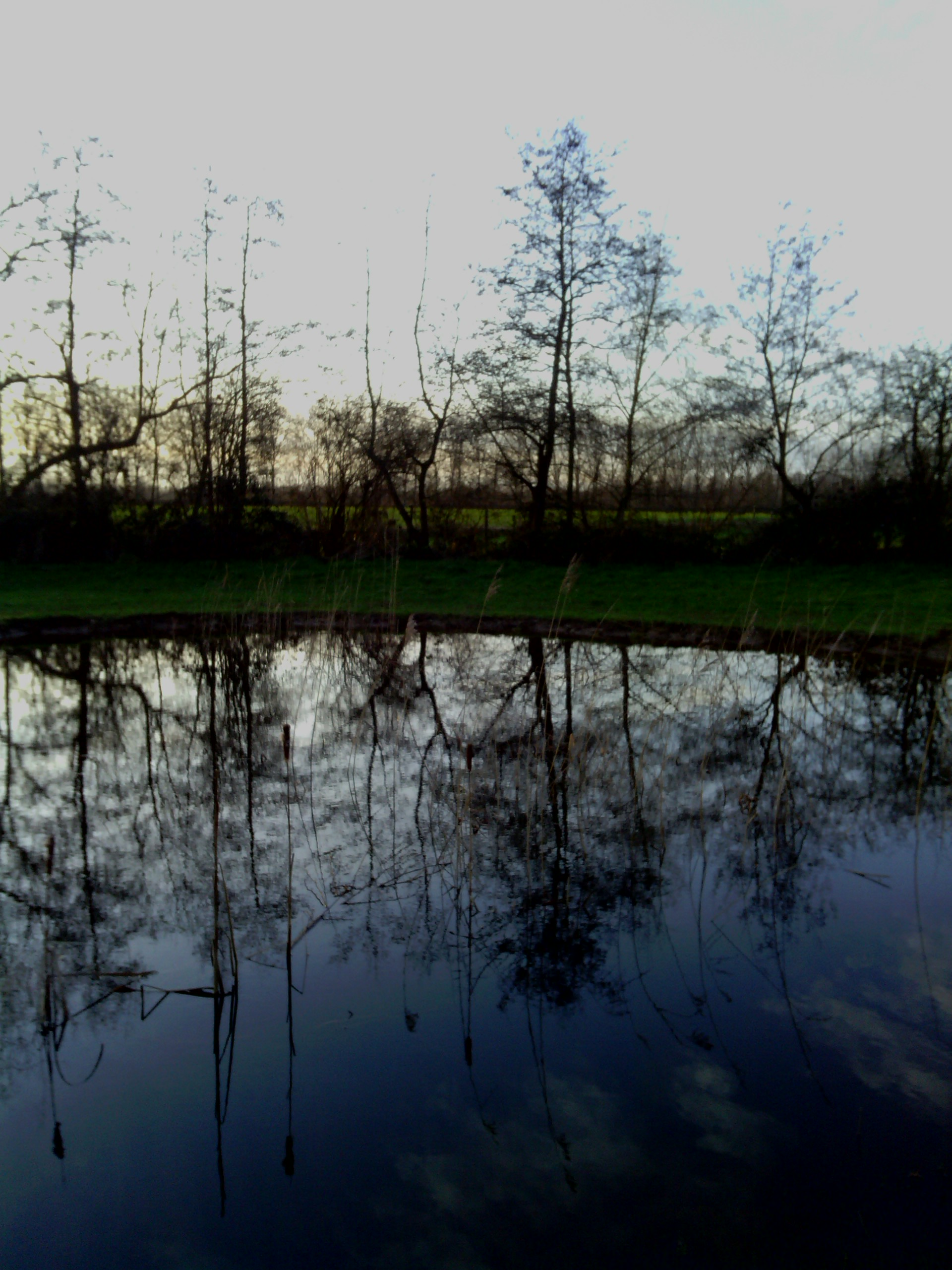
Kollinten
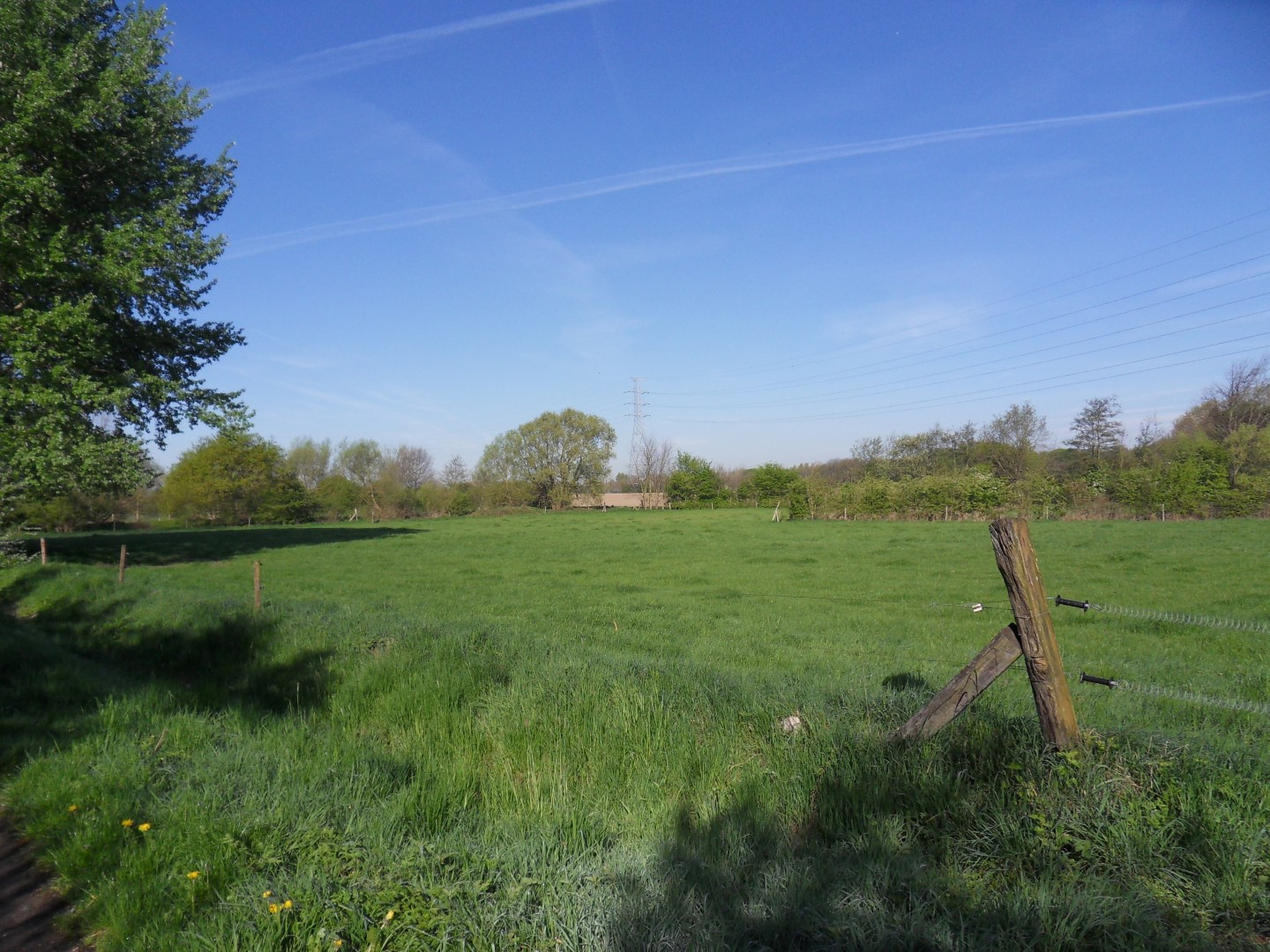
Dorent-Nelebroek
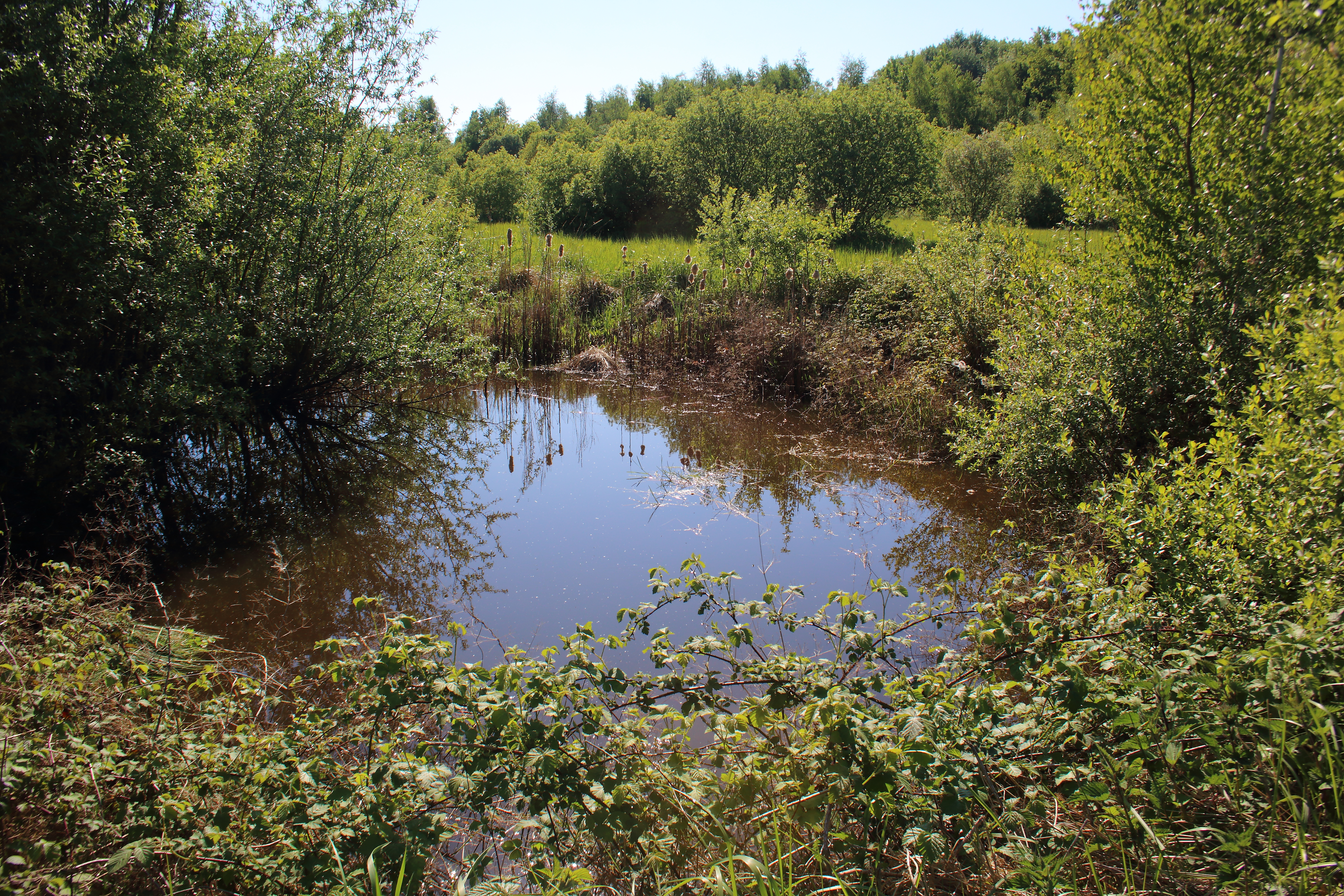
Serskampse bossen
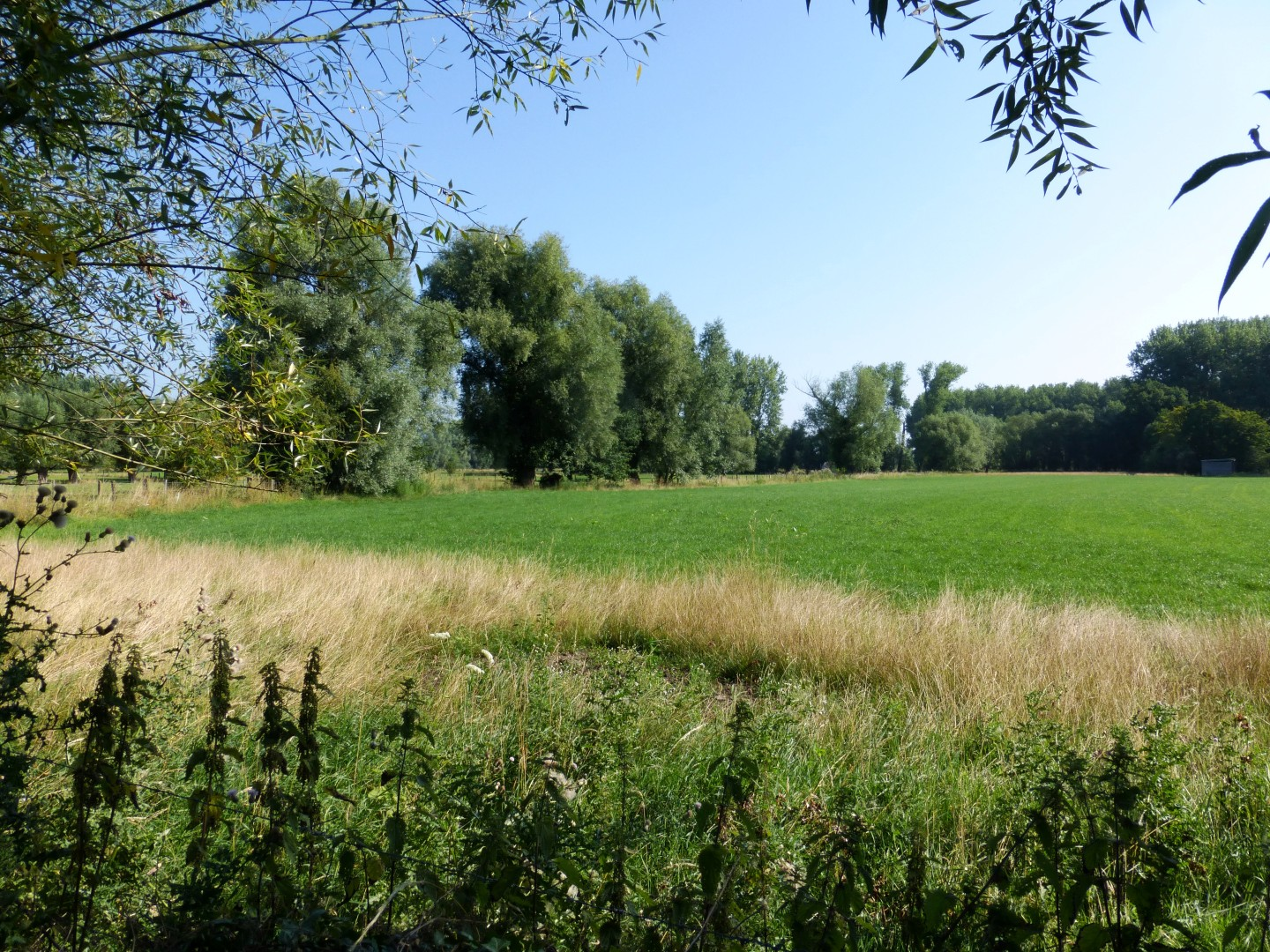
Honegem